# Deuterotinea casanella
Deuterotinea casanella är en fjärilsart som beskrevs av Eduard Friedrich Eversmann 1844. Deuterotinea casanella ingår i släktet Deuterotinea och familjen Eriocottidae. Inga underarter finns listade i Catalogue of Life.